# Metadenopus connectens
Metadenopus connectens är en insektsart som beskrevs av Bazarov 1973. Metadenopus connectens ingår i släktet Metadenopus och familjen ullsköldlöss. Inga underarter finns listade i Catalogue of Life.